# سونوما (كاليفورنيا)
سونومَا (بالإنجليزية: Sonoma)، هي مدينة تقع في مقاطعة سونومَا بولاية كاليفورنيا في الولايات المتحدة الأمريكية، وتقع في منطقة الخليج الشمالية ضمن منطقة خليج سان فرانسيسكو. تُعد سونومَا واحدة من المدن الرئيسية في منطقة النبيذ بكاليفورنيا ومركز منطقة سونومَا فالي. بلغ عدد سكان سونومَا 10,739 نسمة حسب تعداد عام 2020، بينما بلغ عدد سكان المنطقة الحضرية لسونومَا 31,479 نسمة. تُعتبر سونومَا وجهة سياحية شهيرة بفضل مصانع النبيذ الكاليفورنية، والفعاليات المعروفة مثل مهرجان سونومَا الدولي للأفلام، ومركزها التاريخي.
في عام 1823، أسس الإسباني خوسيه ألتيميرا بعثة سان فرانسيسكو سولانو تحت إشراف الحاكم لويس أنطونيو أرجويلو [الإنجليزية]. بعد علمانية البعثات المكسيكية، أسس السياسي الكاليفورني ماريانو جي. فاليو مدينة سونومَا على أراضي البعثة السابقة في عام 1835. كانت سونومَا مقر عمليات الجنرال فاليو حتى ثورة علم الدب في عام 1846، عندما أطاح الغزاة الأمريكيون بالحكومة المكسيكية المحلية وأعلنوا جمهورية كاليفورنيا، مما مهّد الطريق للفتح الأمريكي لكاليفورنيا.

## المناخ
يظهر الجدول التالي التغييرات المناخية على مدار السنة لسونوما:
| البيانات المناخية لـسونوما                                                  | البيانات المناخية لـسونوما | البيانات المناخية لـسونوما | البيانات المناخية لـسونوما | البيانات المناخية لـسونوما | البيانات المناخية لـسونوما | البيانات المناخية لـسونوما | البيانات المناخية لـسونوما | البيانات المناخية لـسونوما | البيانات المناخية لـسونوما | البيانات المناخية لـسونوما | البيانات المناخية لـسونوما | البيانات المناخية لـسونوما | البيانات المناخية لـسونوما |
| الشهر                                                                       | يناير                      | فبراير                     | مارس                       | أبريل                      | مايو                       | يونيو                      | يوليو                      | أغسطس                      | سبتمبر                     | أكتوبر                     | نوفمبر                     | ديسمبر                     | المعدل السنوي              |
| --------------------------------------------------------------------------- | -------------------------- | -------------------------- | -------------------------- | -------------------------- | -------------------------- | -------------------------- | -------------------------- | -------------------------- | -------------------------- | -------------------------- | -------------------------- | -------------------------- | -------------------------- |
| الدرجة القصوى °ف (°م)                                                       | 84 (29)                    | 84 (29)                    | 90 (32)                    | 100 (38)                   | 105 (41)                   | 112 (44)                   | 116 (47)                   | 107 (42)                   | 110 (43)                   | 107 (42)                   | 91 (33)                    | 80 (27)                    | 116 (47)                   |
| متوسط درجة الحرارة الكبرى °ف (°م)                                           | 57.2 (14.0)                | 63.2 (17.3)                | 66.4 (19.1)                | 71.2 (21.8)                | 77.2 (25.1)                | 84.1 (28.9)                | 88.6 (31.4)                | 88.2 (31.2)                | 86.3 (30.2)                | 78.6 (25.9)                | 65.9 (18.8)                | 57.5 (14.2)                | 73.7 (23.2)                |
| المتوسط اليومي °ف (°م)                                                      | 47.2 (8.4)                 | 51.5 (10.8)                | 53.6 (12.0)                | 56.7 (13.7)                | 61.6 (16.4)                | 66.9 (19.4)                | 69.9 (21.1)                | 69.5 (20.8)                | 67.8 (19.9)                | 62.0 (16.7)                | 53.3 (11.8)                | 47.3 (8.5)                 | 58.9 (15.0)                |
| متوسط درجة الحرارة الصغرى °ف (°م)                                           | 37.2 (2.9)                 | 39.9 (4.4)                 | 40.8 (4.9)                 | 42.3 (5.7)                 | 46.0 (7.8)                 | 49.7 (9.8)                 | 51.2 (10.7)                | 50.8 (10.4)                | 49.3 (9.6)                 | 45.5 (7.5)                 | 40.6 (4.8)                 | 37.1 (2.8)                 | 44.2 (6.8)                 |
| أدنى درجة حرارة °ف (°م)                                                     | 20 (−7)                    | 20 (−7)                    | 24 (−4)                    | 20 (−7)                    | 27 (−3)                    | 31 (−1)                    | 35 (2)                     | 36 (2)                     | 34 (1)                     | 30 (−1)                    | 22 (−6)                    | 13 (−11)                   | 13 (−11)                   |
| الهطول إنش (مم)                                                             | 6.14 (156)                 | 5.27 (134)                 | 4.05 (103)                 | 1.77 (45)                  | 0.82 (21)                  | 0.23 (5.8)                 | 0.03 (0.76)                | 0.08 (2.0)                 | 0.33 (8.4)                 | 1.67 (42)                  | 3.85 (98)                  | 5.18 (132)                 | 29.42 (747.96)             |
| متوسط أيام هطول الأمطار (≥ 0.01 in)                                         | 11                         | 10                         | 10                         | 6                          | 3                          | 1                          | 0                          | 0                          | 1                          | 4                          | 8                          | 11                         | 65                         |
| المصدر: Western Regional Climate Center (normals and extremes 1893–present) |                            |                            |                            |                            |                            |                            |                            |                            |                            |                            |                            |                            |                            |

## توأمة
لسونوما (كاليفورنيا) اتفاقيات توأمة مع كل من:
- Chambolle-Musigny [الإنجليزية]‏
- جريف في شيانتي
- بنغلاي [الإنجليزية]‏
- أسوان
- كانيف

## أعلام
- مالي فين
- إغنازيو فيلا
- ماريانو غوادالوبي فاليخو
- ميخائيل دالي
- هنري أرنولد
- تيم شيفر
- رايموند بور
- توماس لويس حنا
- توني مول
- بريت والاس